# Esja
O Monte Esja (na língua islandesa é frequentemente escrito com um artigo, a forma Esjan é geralmente falado no dia-a-dia) é uma montanha que se estende junto a Kjalarnes em Reykjavík e é uma das montanhas que caracterizam a região da capital islandesa. É um vulcão formado no final do Pleistoceno.
A imagem da montanha tem através do tempo influenciado o valor imobiliário na cidade e há pessoas que dizem que podem prever o tempo apenas a olhar a cor da montanha. O cume da montanha está há 914 metros de altitude. Há algumas trilhas na montanha e lá também há belas áreas de recreação ao ar livre. Esjan é a Blágrýtisfjall que fica mais ao sul da Islândia.

## O nome Esja
É dito na história de Kjalnesinga que havia uma cidade - Esjuberg- onde o colono Örlygur Hrappsson morou quando chegou à Islândia vindo das Ilhas do Sul, na Escócia. Na história é dito que uma mulher irlandesa chamada Esja havia chegado à Kollafjörður e havia um homem que os chefiava e parecia ter um nome irlandês. A mais provável explicação é a de que ele veio de uma região da Escandinávia.